# 特拉维夫大犹太会堂
特拉维夫大犹太会堂位于以色列特拉维夫艾伦比街110号，沙洛姆塔以东。该建筑于1922年由Yehuda Magidovitch设计，于1926年完成。1970年改建了新的外立面。
在过去，大犹太会堂在小特拉维夫的中心，但今天建筑坐落在商务和金融中心的心脏地带。1960年代当地居民的外移，造成进入大犹太会堂祈祷的人数大为减少。这样，今天令人印象深刻的建筑，只在节假日和特殊场合有少数的教徒用来祈祷。近年来，公众人物决定在会堂里举行犹太婚礼仪式。

## 历史

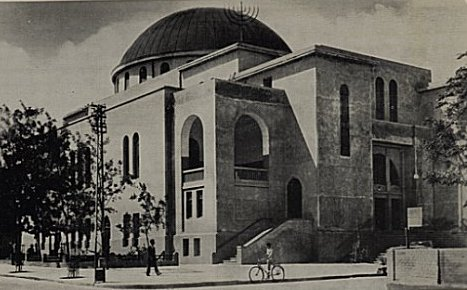
大犹太会堂 在1930年代

1913年，在Yehuda Halevi 街举行了大犹太会堂的奠基仪式，但是但由于多种原因建筑没有进行，在1914年大犹太会堂委员会举行了艾伦比街大犹太会堂的公开设计竞赛。建筑师理查德迈克尔赢得了这场比赛。但随着第一次世界大战爆发,迈克尔被德国军队征召而被迫回国，因而未能完成会堂建筑的规划。接替者为德国犹太人建筑师Alexander Baerwald，他还设计了海法Technion building（1912年）、Hebrew Reali School（1912年），以及特拉维夫其他私人和市政建筑。1924年，在艾伦比街举行了大犹太会堂的奠基仪式，采用建筑师 Yehuda Magidovich的规划。会堂建筑因资金不足施工延误，直到收到罗斯柴尔德男爵的捐赠，建筑完成于1925年。穹顶由工程师 Arpad Geuthe设计。
1969年，会堂的外立面进行了大刀阔斧的改造，变为现代风格，由建筑师Aryeh Elhanani设计。

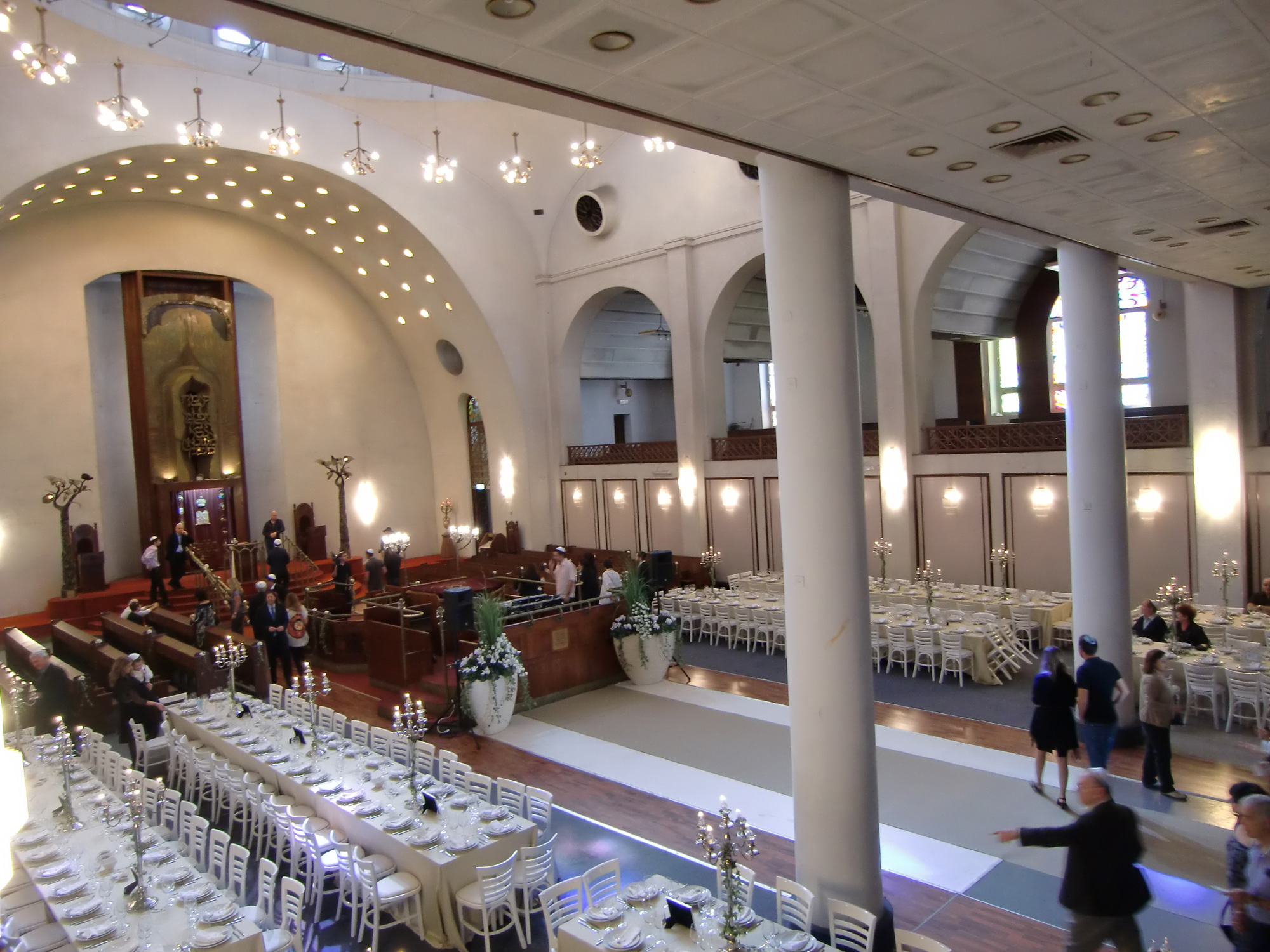
大犹太教堂室内

该建筑拥有巨大的穹顶，精美的灯具，和瑰丽的花窗玻璃。这些玻璃是在大屠杀期间被毁的欧洲犹太会堂的复制品。
在1930年代末，建筑师Ze'ev Rechter在建筑的北部和东部，规划了意大利风格的广场。
1946年大卫王酒店爆炸案后，英国当局在犹太会堂地下室发现储存的武器。